# 関西大学外国語学部
関西大学外国語学部（かんさいだいがく がいこくごがくぶ ）は、関西大学に設置されている学部の一つ。

## 概要
関西大学外国語学部は、2009年4月に、関西大学で11番目の学部として誕生した学部である。
関西大学外国語学部は「国際的精神の涵養」 と「外国語学習の必要」という関西大学の教育理念を明確化する目的から、「外国語」を切り口に時代と社会に向き合い、国際社会のフロントランナーとなりうる人材の育成を目指している。
外国語学部の新入生はまず入学時に、「英語」または「中国語」のどちらかを主専攻言語として選択し、少人数クラスのもとその外国語の運用能力を高めていく。さらに「プラスワン外国語」としてもう1言語（ドイツ語、フランス語、ロシア語、スペイン語、中国語、朝鮮語、英語）を選択して、外国語学習の幅を広げていく。
2年次には、「スタディ・アブロード・プログラム」として、すべての学生が海外の提携大学へ約1年間の留学することが必須となっている。そこでは、言語や専門知識の習得だけでなく、寮生活やホームステイを通じて、その国の文化や歴史、考え方や生活習慣を学んでいく。この留学時の取得単位はそのまま卒業単位に算入され、4年間で卒業が可能となっている。
3年次・4年次は、5つのプログラム（「国際協力・地域協力」「外国語教育」「エリア・スタディーズ」「異文化コミュニケーション」「通訳翻訳」）を用意し、それを通じてその分野の専門知識とスタディ・アブロード・プログラムでの体験を活用できるような「外国語のプロフェッショナル」の人材育成を目指している。

## 組織
- 外国語学科
  - 主専攻言語
    - 英語
    - 中国語

  - 履修プログラム（3年進級時に選択。2つ以上のプログラムを修了することも可能）
    - 国際協力・地域教育
    - エリア・スタディーズ
    - 異文化コミュニケーション
    - 通訳翻訳
    - 外国語教育

## 交通アクセス
千里山キャンパス
- 所在地：大阪府吹田市山手町3-3-35
- 阪急電鉄千里線「関大前駅」で下車、大学正門までは徒歩約5分。